# Keesmanblokken
De Keesmanblokken is een gemeentelijk monument gelegen in Amsterdam-West.
Het monument is gelegen aan de Kijkduinstraat (huisnummer 36-64) en Solebaystraat (huisnummers 1 t/m 19a en 21 t/m 47), beide vernoemd naar zeeslagen.
Bij de bebouwing van deze buurt werd ruimte vrijgehouden voor de vestiging van scholen; er werd een kinderrijke wijk voorspeld. De Tweede Wereldoorlog zorgde voor uitstel en afstel. Na die oorlog was woningbouw van groter belang. 
Het ontwerp is van architect Cornelis Keesman. De blokken bestaan uit drie flats van vijf bouwlagen. Ze werden van 1946 tot en met 1949 gebouwd op deze open plek in de wijk Bos en Lommer. Van boven af is er sprake van een symmetrische opzet in kelkvorm; rond het rechte middenblok wijken twee andere blokken naar het noorden enigszins gebogen weg. Het middenblok wordt aan de noordzijde afgesloten door een ketelhuis (19a) en het Gibraltarbadje. Aan de zuidkant zijn twee-onder-een-kapwoningen gebouwd, die ook symmetrisch zijn geplaatst. In 2009 werden de flats (en omgeving) tot gemeentelijk monument verklaard vanwege de samenhang tussen architectuur (metselwerk, uitspringende luifels, vrij kleine ramen), stedenbouw en de ruimte opengelaten voor groen. Het Pierenbad Solebaystraat is onder het monument meebegrepen. 
Bijzonder voor dit deel van de stad zijn de galerijen onder het flats, die ondersteund worden door kolommen. Een andere bijzonderheid is dat de flat met huisnummers aan de Kijkduinstraat juist met de achtergevel tegen die straat aan staat, terwijl de toegangen juist aan de binnenzijde van het complex gesitueerd zijn. Het complex is door Stadgenoot tussen 2011 en 2013 gerenoveerd. Er zijn in het complex 144 woningen. 

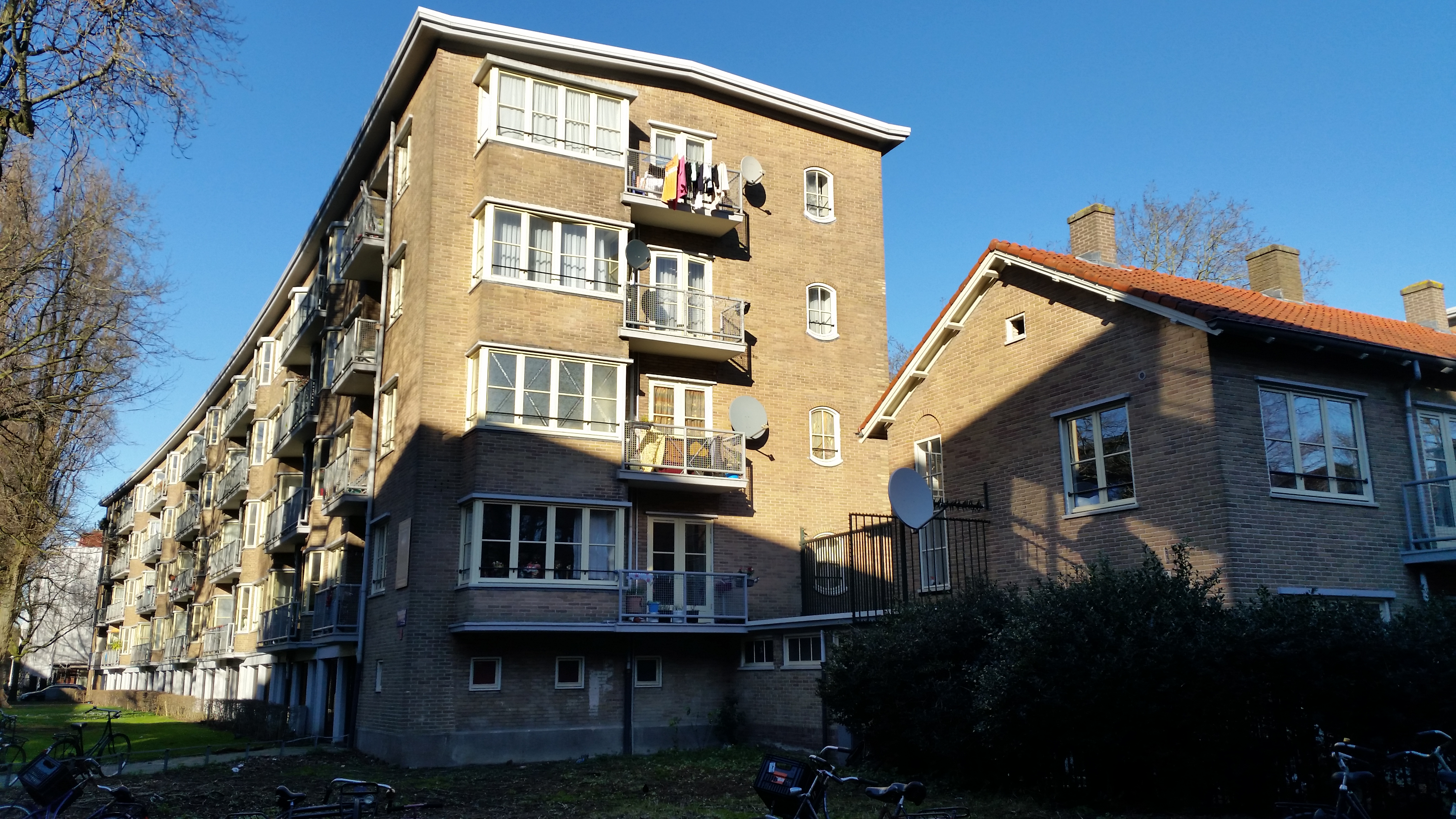
Blok Kijkduinstraat (februari 2019)
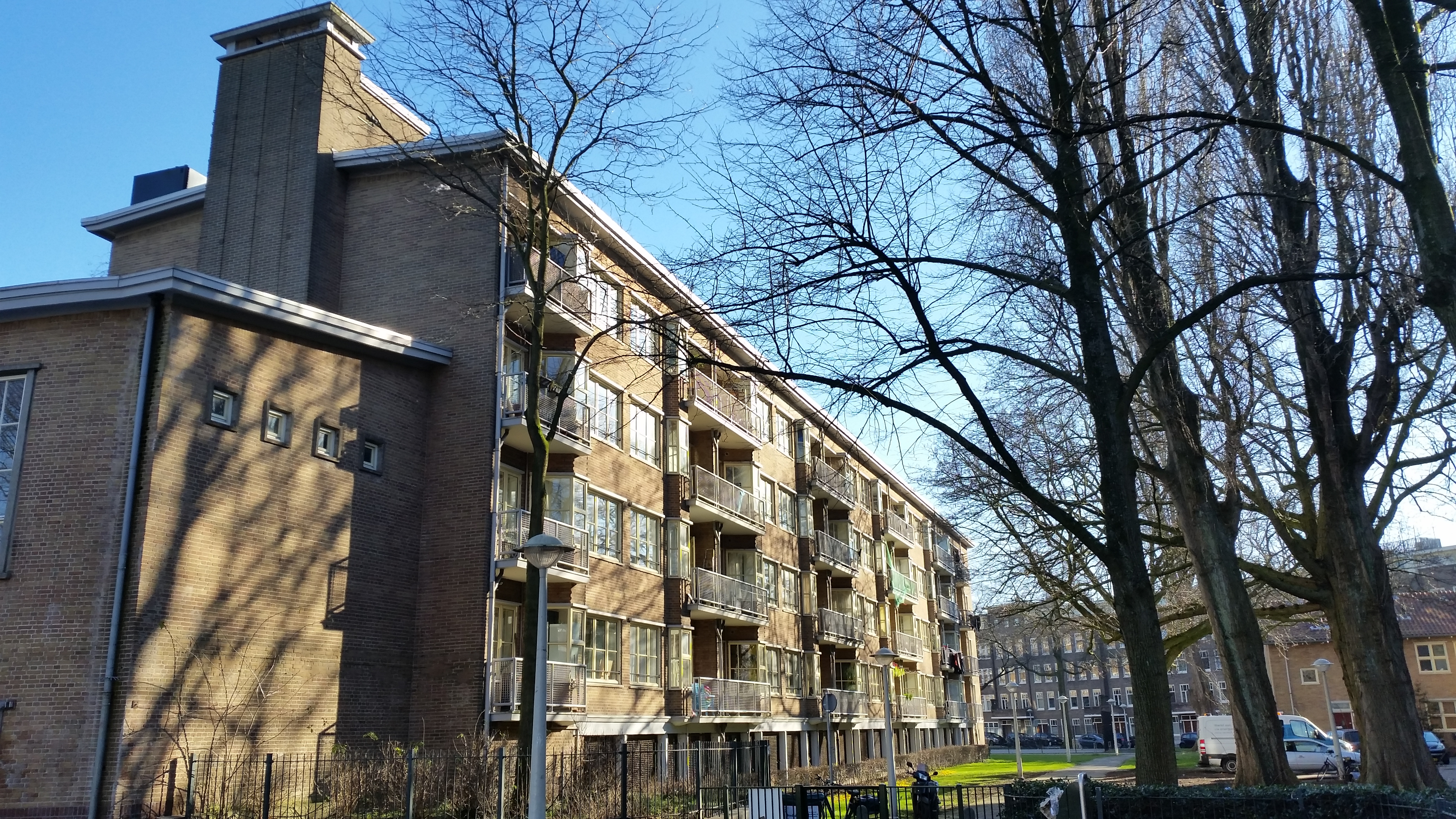
Blok Solebaystraat 1-19a (februari 2019)
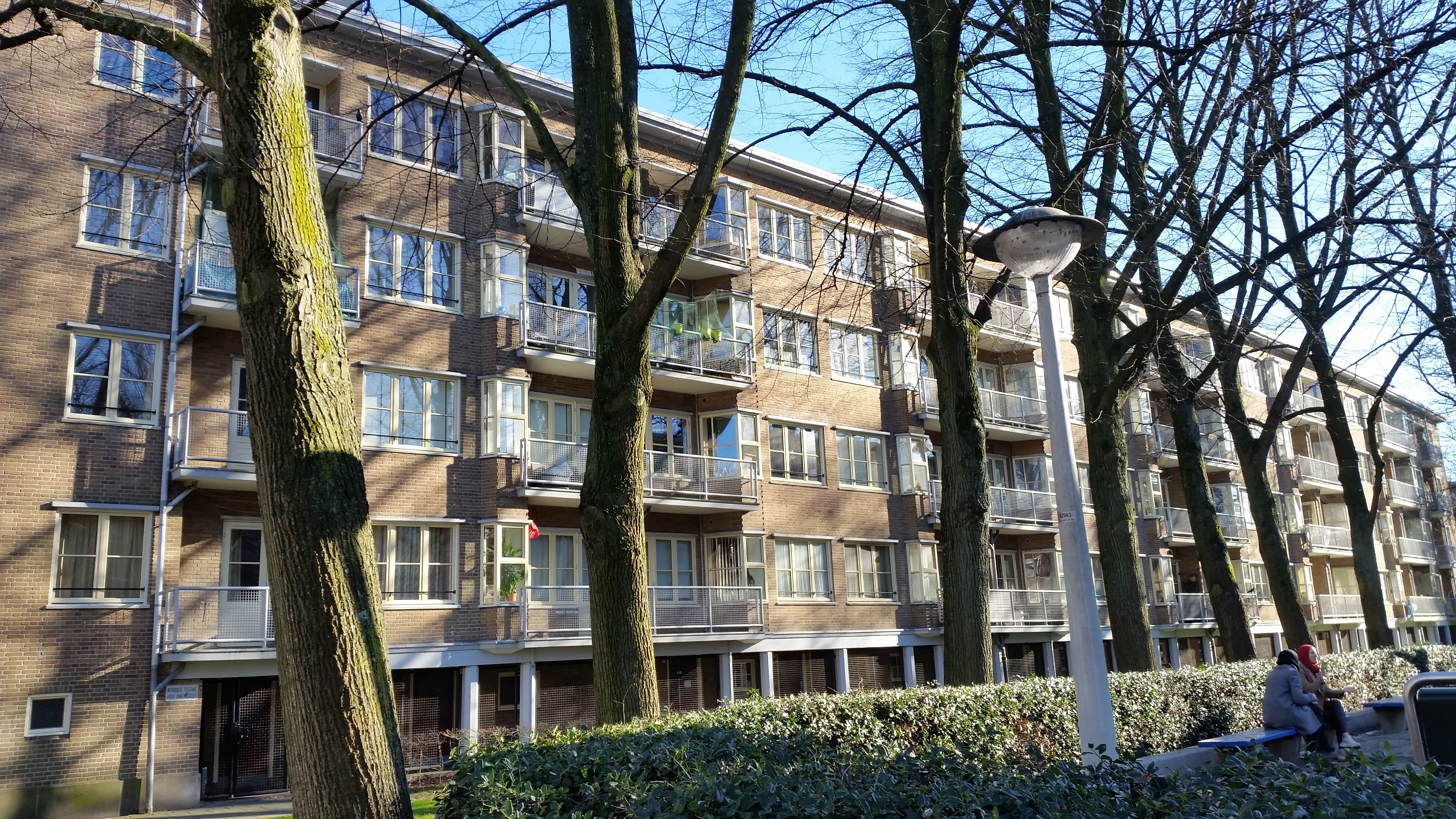
Blok Solebaystraat 21-47 (februari 2019)